# Friedrich Entress
Friedrich Karl Hermann Entress (ur. 8 grudnia 1914 w Poznaniu, zm. 28 maja 1947 w Landsbergu) – zbrodniarz wojenny, jeden z lekarzy SS pełniących służbę w niemieckich obozach koncentracyjnych w czasie II wojny światowej oraz SS-Hauptsturmführer.

## Życiorys
Urodził się w Poznaniu, jako syn Karla Entressa, pracownika poznańskiej biblioteki uniwersyteckiej i wnuk Polki z wielkopolskiej wsi. Mieszkał w kamienicy przy Kreuzstrasse 2, ulicy Krzyżowej. Prawdopodobnie dzięki babci, Annie Michalik doskonale mówił po polsku. Na Uniwersytecie Poznańskim skończył też studia medyczne w czerwcu 1939 r. 4 listopada 1939 wstąpił do SS (nr identyfikacyjny 352124). Od 21 listopada 1939 do 1 grudnia 1940 pełnił służbę w Oddziałach Dyspozycyjnych SS (SS-Verfügungstruppen) i Waffen-SS jako lekarz. Służbę obozową rozpoczął w początkach grudnia 1940 w Sachsenhausen, gdzie przebywał jako SS-Lagerarzt do 3 stycznia 1941. Następnie Entress od 3 stycznia do 11 grudnia 1941 był naczelnym lekarzem obozu w Gross-Rosen. 11 grudnia 1941 przeniesiono go do kompleksu obozowego Auschwitz, gdzie pełnił funkcję lekarza w Brzezince i Monowicach. Od 20 grudnia 1943 do 25 czerwca 1944 był lekarzem w Gusen. Następnie ponownie został naczelnym lekarzem w Gross-Rosen i stanowisko to sprawował do 13 lutego 1945. W ostatnich miesiącach wojny był jeszcze lekarzem w 9 Dywizji Pancernej SS „Hohenstaufen”.
Entress był w Auschwitz specjalistą od zabijania indywidualnego, wprowadzając w tym obozie metodę mordowania więźniów zastrzykami fenolu. Jak ustalił w książce Demony śmierci. Zbrodniarze z Gross-Rosen reporter i dokumentalista Tomasz Bonek, metodę tę opracował i zastosował pierwszy raz już w 1941 r. w obozie Gross-Rosen na Dolnym Śląsku na setkach jeńców radzieckich. Początkowo wstrzykiwał fenol dożylnie, potem dosercowo, co dawało szybszy skutek. Sposób ten przejęto w wielu innych obozach. Zastrzyk dokonywał początkowo sam Entress, a później zbrodniczy sanitariusze SS: Josef Klehr, Herbert Scherpe i Emil Hantl. W tym procederze esesmani byli wspomagani także przez dwóch więźniów: Alfreda Stössela i Mieczysława Pańszczyka. Jednak ofiary wybierał sam Entress oraz inni lekarze SS. Liczbę ofiar zastrzyków ocenia się nawet na 25 tysięcy. Mord miał przebieg następujący: ofiarę umieszczano na fotelu dentystycznym, więźniowie trzymali ofiarę, a oprawca wbijał jej igłę w pierś. Półprzytomną ofiarę przenoszono następnie do sąsiedniego pomieszczenia, gdzie porzucona na podłodze umierała w pół minuty. Wśród zamordowanych nie brakowało dzieci, kobiet ciężarnych, jak również matek bezpośrednio po porodzie, które zabijano wraz z ich nowo narodzonymi dziećmi. Niezależnie od tego Entress, jak wszyscy lekarze SS, brał udział w selekcjach oraz sankcjonował zbrodnie popełniane przez innych wydając tysiące fałszywych świadectw zgonu. W Gusen brał aktywny udział w selekcjach niezdolnych do pracy więźniów do komór gazowych.
Po wojnie stanął przed amerykańskim Trybunałem Wojskowym w Dachau w procesie załogi Mauthausen-Gusen (US vs. Johann Altfuldisch i inni), by odpowiedzieć za zbrodnie popełnione w tym obozie. Uznany za winnego, został skazany na karę śmierci i stracony przez powieszenie w więzieniu Landsberg. W ostatnich słowach powiedział:  Herr, Dir befehle ich meine Seele und Angehörige. [Panie, polecam Ci moją duszę i bliskich]..